# Férez (kommun)
Férez är en kommun i Spanien.   Den ligger i provinsen Provincia de Albacete och regionen Kastilien-La Mancha, i den sydöstra delen av landet, 270 km sydost om huvudstaden Madrid. Antalet invånare är 743.